# Water (canción de The Who)
«Water» es una canción del grupo británico de rock The Who. Apareció como lado B de «5.15» en 1973, y posteriormente en el sencillo «Love, Reign o'er Me».

## Lifehouse

### Historia
Tras el éxito de Tommy en 1969, Pete Townshend comenzó a trabajar en Lifehouse. Para las primeras grabaciones, Pete produjo varios demos, en el estudio Eel Pie, relacionados con el proyecto Lifehouse.

### Concepto
Las grabaciones de «Water» se remontan a la primavera de 1970. La trama giraba en torno a Lifehouse, una utópica sociedad totalitaria, que existía sin la música rock. En esta sociedad, hay una contaminación desenfrenada, que convierte cualquier lugar en un terreno baldío para adolescentes («teenage wasteland»). «Water» habla de la dureza de aquella vida cotidiana:
«They need water / And maybe somebody's daughter» («Ellos necesitan agua / Y tal vez la hija de alguien»)

## Apariciones

### En vivo
«Water» fue interpretado por The Who desde 1970 hasta 1971, incluyendo en su show final en el Young Vic el 26 de abril de 1971. Hizo su primera aparición en vivo en el show en el Metropolitan Opera House de Nueva York, el 7 de junio de 1970.

### En compilaciones
«Water» aparece en los siguientes álbumes recopilatorios:
- Who's Next (edición de lujo de 1995)
- Odds & Sods (remasterización de 1998)
- Rarities Volume I & Volume II
- Two's Missing
- The 1st Singles Box
- Live at the Isle of Wight Festival 1970